# Fólkaflokkurin
Hin føroyski Fólkaflokkurin (radikalt sjálvstýri) ("Det färöiska Folkpartiet (radikalt självstyre)"), i dagligen: Fólkaflokkurin är ett borgerligt parti i Färöarna, bildat 1939 av författaren Jóannes Patursson med flera avhoppare från Sjálvstýrisflokkurin ("Självständighetspartiet"). 
Partiet är ett liberalkonservativt parti och förespråkar marknadsekonomi och en politik grundad på kristna värden. Till skillnad från det andra borgerliga partiet, Sambandsflokkurin, så vill Folkaflokkurin öka Färöarnas självständighet, och på sikt göra Färöarna till en självständig stat.
I valet 2004 fick Fólkaflokkurin 20,6 % av rösterna, varefter man bildade regering tillsammans med Javnaðarflokkurin och Sambandsflokkurin.
I lagtingsvalet 2008 tappade samtliga de tre regeringspartierna röster till oppositionen.
Fólkaflokkurin gick bakåt med 0,5 procentenheter och har nu sju platser i lagtinget .

## Partimedlemmar som varit lagmän (regeringschefer) på Färöarna
- 1963–1967: Hákun Djurhuus
- 1989–1991: Jógvan Sundstein
- 1998–2004: Anfinn Kallsberg